# Менексен (сын Демофонта)
Менексен (др.-греч. Μενέξενος; около 422 года до н. э. — после 399 года до н. э.) — один из учеников и, возможно, дальний родственник Сократа.
Информация о Менексене содержится в трёх диалогах Платона: «Лисид», «Федон» и «Менексен». В «Лисиде» Менексен представлен подростком, другом и ровесником Лисида, с которым он среди прочего спорит о том, кто из них знатнее. Также Менексен является двоюродным братом другого ученика Сократа Ктесиппа из дема Пэания. Имя отца Менексена Демофонта созвучно имени стратега и внучатого племянника Перикла. Предположение об их тождественности, хоть и существует в научной литературе, оспаривается.
Вместе со своим двоюродным братом присутствовал при, описанном в «Федоне», разговоре Сократа перед казнью с учениками.
Имя Менексен было и у самого младшего сына Сократа, который родился не позже 402 года до н. э. В Древних Афинах существовал обычай называть детей в честь своих родственников. Первые два сына Сократа носили имена Лампрокла и Софрониска, по всей видимости, в честь своих дедов — отцов Ксантиппы и Сократа. С чем связан выбор имени Менексен, неизвестно, возможны лишь предположения. Учитывая, что имя не имело широкого распространения в Афинах, выглядит логичным, что если даже сына Сократа назвали и не в честь ученика Менексена, то кого-то из его, возможно общего с Сократом, родственников.
Внимание учёных также привлекли хронологические несостыковки событий в тексте платоновского диалога «Менексен». В нём Сократ произносит перед Менексеном речь в честь павших на войне. Эти слова перед Сократом, якобы, «не далее как вчера», произнесла Аспазия (умерла в 400 году до н. э.). При этом действие диалога происходит около 386 году до н. э., о чём свидетельствует упоминание Анталкидова мира (387 год до н. э.), то есть спустя 13 лет после смерти Сократа. Ученик Сократа Менексен представлен в диалоге молодым человеком, который интересуется политикой. Исторический Менексен, сын Демофонта, никак не подпадает под эти характеристики. Возможно, ученик Сократа Платон сделал таким образом подарок сыну учителя, озаглавив его именем трактат с напутственными словами Сократа к молодёжи.
Согласно античным источникам, кроме платоновского, существовало ещё по меньшей мере четыре озаглавленных именем Менексена диалога — Антисфена, Главкона и Аристотеля и Филона из Мегары. Ни один из них не сохранился.